# 孟加拉国交通

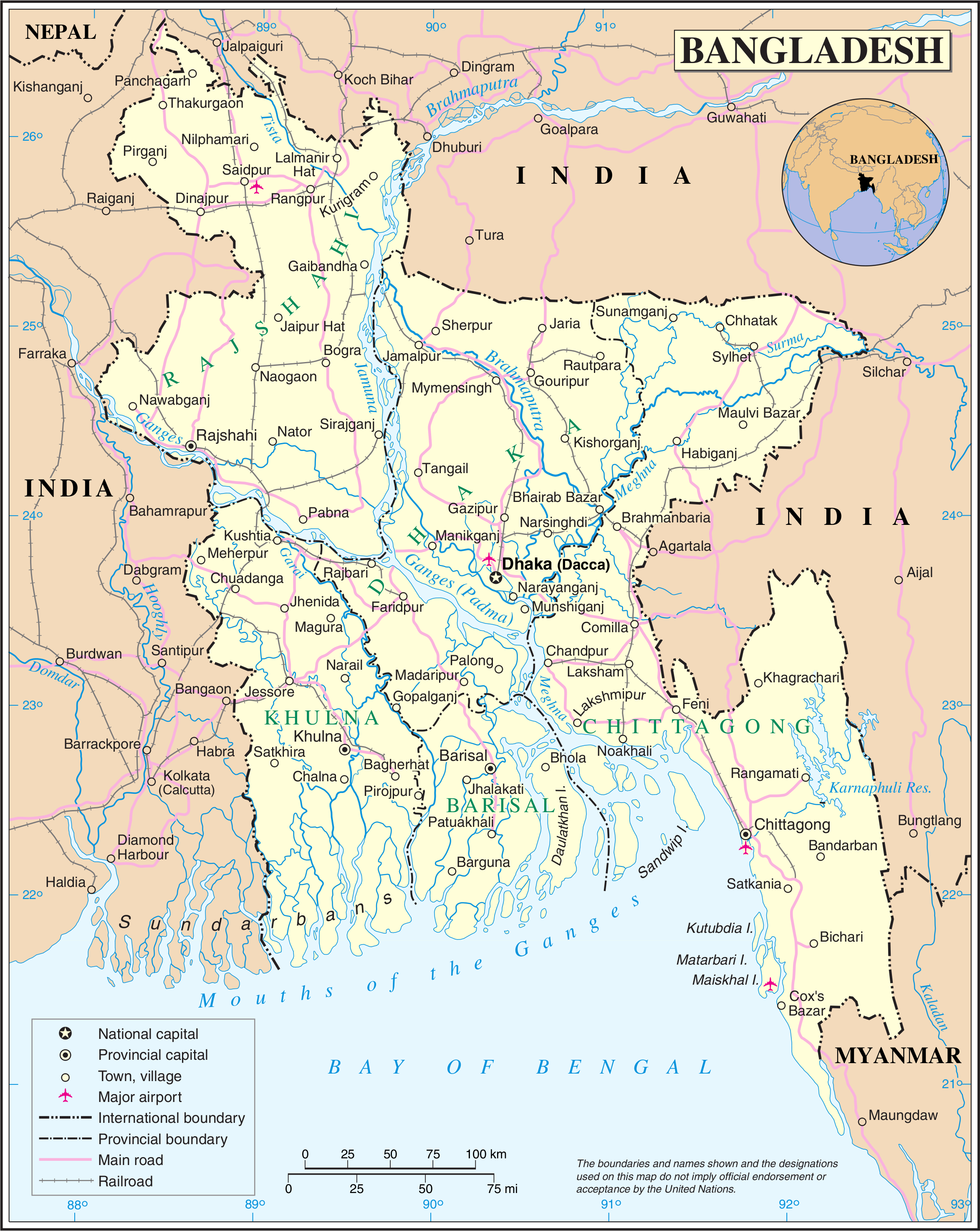
孟加拉国运输地图

交通运输是孟加拉国经济的重要组成部分。自该国独立以来，基础设施的发展迅速发展，陆、水、空运输方式并存。 但是，想要更好的进行交通运输，就要进行进一步的发展。与其他国家不同，孟加拉国有四个部门负责该国的交通运输：
- 道路安全 – 公路运输和桥梁部
- 铁路运输 – 铁道部(孟加拉国)
- 民用航空 – 民航和旅游部
- 海运 –  海运部(孟加拉国)

公路运输和桥梁部管理桥梁和公路运输与高速公路。

## 道路
随着经济的持续发展，达卡（孟加拉国首都）开始出现严重的交通拥堵，这影响了全国最大都市区居民的生活质量，许多政府和公共交通机构为此起草了一些文案，接受了任务并实施了解决问题的方案。于1991年至1994年由政府进行的达卡综合运输研究发现，达卡城市公司（DCC）、拉吉德哈尼（RAJUK）和孟加拉国道路运输管理局 （BRTA）进行的不协调活动并没有缓解这一问题，目前还没有一个组织负责改善这个城市的交通状况。
在世界银行的财政援助下，孟加拉国政府于1998年建立了达卡运输协调委员会。美国顾问路易斯伯格集团和孟加拉国顾问有限公司（BCL）委托制定了城市交通计划，最终 大达卡市及其毗邻地区（如同济、加济布尔、萨瓦、纳拉扬甘杰、Keraniganj、纳辛格和曼尼克甘）的综合运输计划于2008年推出 ，覆盖面积约4,000平方公里。 该计划着眼于15个关键性政策问题，包括安全、行人偏好、公共交通、非机动交通、旅行需求管理和公共交通系统，并提出了近70项政策建议，快速公交系统（BRT）或地铁服务的路线已经评估了数十项，并探索了许多替代方案。采用的计划包括修建道路、三线大众捷运（MRT）和三线BRT，其中就包括了市内及周边的54条新道路、三条高架公路和循环水道计划。
在达卡举行的2015年视频会议上，谢赫·哈西娜总理为孟加拉国班达尔班区最高的道路Thanchi-Alikadam路揭幕。这条海拔760米的公路是在军队监督下建造的，耗资11.7亿英镑，对帮助山区的发展、教育和医疗有重要意义。

## 铁路

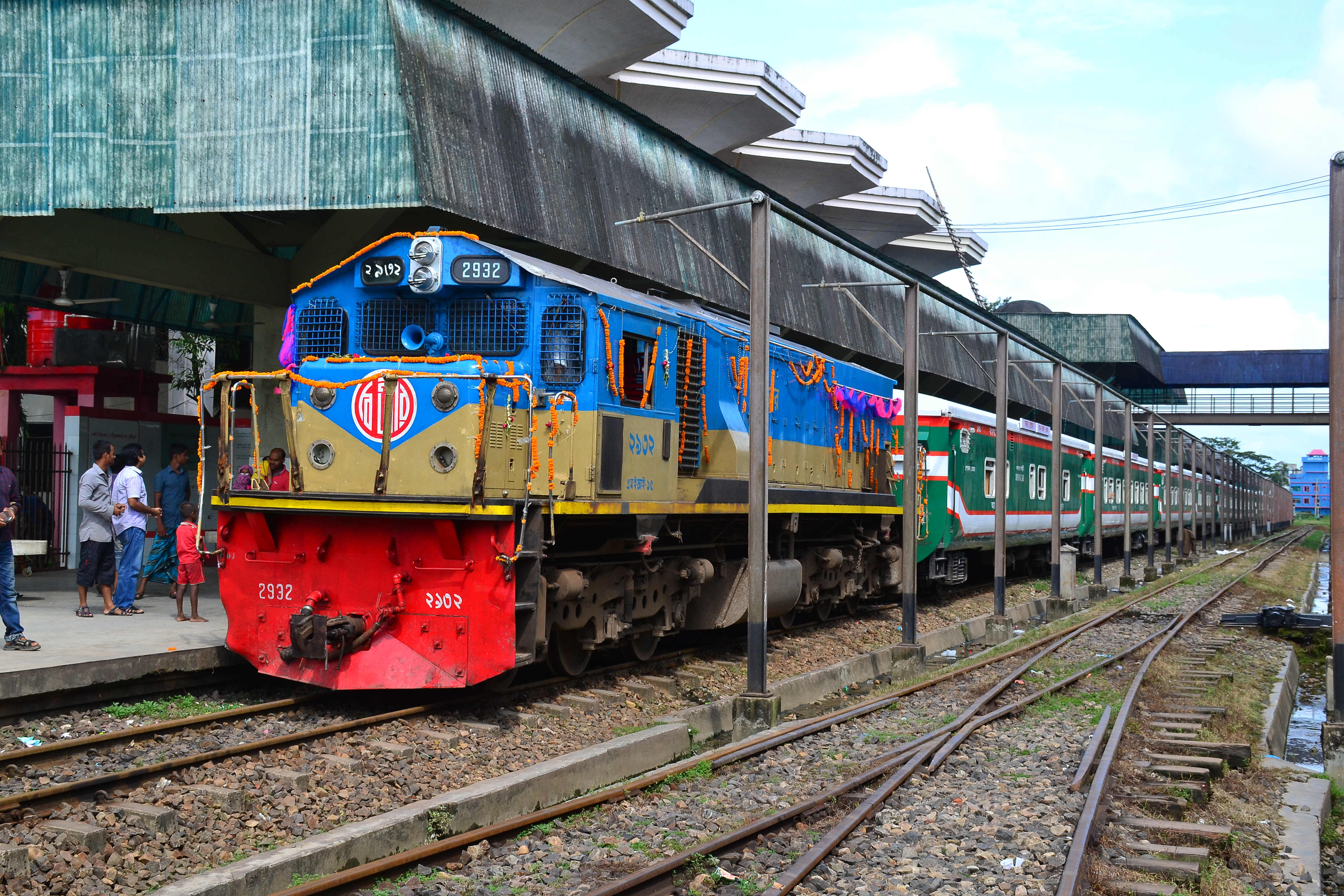
在Sylhet火车站的帕拉巴特快运

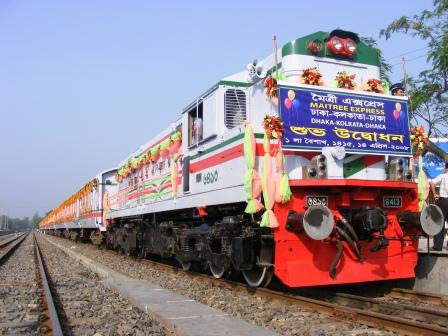
第一列梅特里快运于2008年4月14日在达卡和西孟加拉邦之间运行

铁路是孟加拉国重要的公共交通方式，许多地区都通过铁路相连接。1947年印巴分治后， 孟加拉国铁路主要继承自英属阿萨姆邦孟加拉铁路系统，其总部位于南部港口城市吉大港，即阿萨姆邦孟加拉铁路的东南端。1971年从西巴基斯坦独立后，只留下了一小段新轨道。
2005年，该铁路长达2,706公里。其中，923公里是宽轨铁路（1,676毫米），主要在西部地区，其余1,822公里是米轨，主要在中部和东部地区。在主要铁路线上设置了套轨，使它们成为双规格轨道，让两种规格的火车均可以行驶。1998年，贾木纳河上的一座公铁两用大桥正式开通，连接了东西铁路网。
印度和孟加拉国之间的边界穿过了铁路线，迫使为一段短距离铁路运行而要进入邻国，并要进行护照验证等边境管制措施，这使其复杂化。经过43年的发展，梅特里快运于2008年重新启动了孟加拉国和印度之间的铁路运输，九年后，第二次服务又开始了。